# 水野あや
水野 あや（みずの あや、1954年3月5日 - ）は、日本の女優。福岡県出身。身長160cm。（株）グリーンランド所属。

## 出演

### テレビドラマ
NHK
- POWER GAME〜パワーゲーム〜（2013年、NHK BSプレミアム） - 黒岩の母 役

TBS
- Gメン'75　第326話「闇の中の女子大生殺人」（1981年）−荒巻つや
- Gメン'82　第5話「私は殺される!」（1982年） - 金井はるみ 役
- スーパーポリス（1985年）
- スイート10（2008年） - 増田清の母 役
- 月曜ドラマスペシャル
  - 十津川警部シリーズ（渡瀬恒彦版）
    - 3「上野駅殺人事件」（1993年10月4日） - 元・メッキ工場経理担当 有田伸子 役
    - 20「寝台特急カシオペアを追え」（2000年10月2日） - 川俣製菓重役・遠藤祐一郎の妻 遠藤美津子 役

日本テレビ
- 火曜サスペンス劇場
  - 「どうぞ安らかに1」（2001年6月5日） - マンション管理人 役

フジテレビ
- 魔法少女ちゅうかなぱいぱい!（1989年） - 17話
- 美少女仮面ポワトリン（1990年） - 白神博士 役
- 古畑任三郎 （1994年） - クラブママ 役
- 八つ墓村（1995年） - 田治見おきさ 役
- 演技者。（2003年） - 筒井直役
- 白い巨塔（唐沢寿明版・2003年） - 葉山昭子 役
- 世にも奇妙な物語
  - 「死ぬほど好き」（1990年） - 星野純平の母 役
- 金曜プレステージ
  - 「奥様は警視総監5」（2009年） - 清水真紀子 役

テレビ朝日
- ガラスの仮面 第7話「奇跡の瞬間!奇跡の少女!!」（1997年8月18日）
- はみだし刑事情熱系PART2 第7話「結婚サギ殺人の女」（1997年11月26日） - 中村八重子 役
- 告発〜国選弁護人（2011年） - 酒井秀夫の母 役
- 土曜ワイド劇場
  - 「混浴露天風呂連続殺人11」（1992年） - 高沢悦子 役
  - 「松本清張没後10年記念企画・黒の奔流」（2002年） - 花屋の店員 役
  - 「火災調査官・紅蓮次郎11」（2010年） - 原田清恵 役

### ラジオ
- NHK-FM青春アドベンチャー『平成トムソーヤ』（ちさと婆さん）

### 舞台
- 殿様と私（2025年）[2]
- 狩場の悲劇（2025年公演予定）[3]